# Sgùrr a' Mhaoraich
Sgùrr a' Mhaoraich är ett berg i Storbritannien.   Det ligger i kommunen Highland och riksdelen Skottland, i den nordvästra delen av landet, 700 km nordväst om huvudstaden London. Toppen på Sgùrr a' Mhaoraich är 1 027 meter över havet.
Terrängen runt Sgùrr a' Mhaoraich är huvudsakligen kuperad. Trakten runt Sgùrr a' Mhaoraich är nära nog obefolkad, med mindre än två invånare per kvadratkilometer. Trakten runt Sgùrr a' Mhaoraich består i huvudsak av gräsmarker.